# 미카 슬로트
미카 슬로트(Micah Sloat, 1981년 5월 8일 ~ )은 미국의 배우, 음악가이다. 《파라노말 액티비티》, 《파라노말 액티비티 2》, 《파라노말 액티비티 4》에 출연하였다.

## 출연 작품
- 파라노말 액티비티 - 미카 역
- 파라노말 액티비티 2 - 미카 역